# Тяглые крестьяне
Тяглые крестьяне — в России XV—XVIII веков и в Великом княжестве Литовском категория крестьян, обязанных платить государственные налоги и выполнять государственные повинности (тягло). В разряд тяглых крестьян в России входили частновладельческие и черносошные крестьяне, со 2-й половины XVII века — бобыли и халупники, а с начала XVIII века — холопы. С введением в 1724 году подушной подати стали частью податных сословий.
У тягловых крестьян Великого княжества Литовского основной формой ренты была панщина. До волочной померы единицей обложения у них была служба, позже волока. За пользование волокой земли тяглые крестьяне отбывали два дня панщины в неделю и повинности в виде натуральных и денежных платежей (чинш), а также дополнительные работы (сгоны). В XVI—XVIII веке земельные наделы крестьян сокращались, в то время как повинности росли.